# Avenida Arriaga (Funchal)
A Avenida Arriaga é o centro e uma das mais importantes e históricas artérias do Funchal. Esta via liga a Rua do Aljube e o Largo Dom Manuel I, mais conhecido por Largo da Sé, à Rotunda do Infante.

## História
Na segunda metade do século XV, em parte da zona onde agora é a Avenida, existia um terreno de canaviais conhecido por Campo do Duque, do qual um chão foi doado ao concelho do Funchal em 1485, pelo duque D. Manuel, o donatário do arquipélago, para construção de uma igreja (a Sé Catedral), uma praça e a Casa do Concelho.
No século XIX, o Largo da Sé era comummente denominado de Passeio Público ou simplesmente de Passeio. Este largo foi também chamado de:
- Praça da Constituição, porque a Revolução Liberal de 1820 foi aclamada no Passeio Público e no antigo Largo do Chafariz, fronteiro à fortaleza de São Lourenço;
- Praça Real, ao tempo de D. Miguel, e
- Praça da República, depois da Implantação da República, por deliberação da Câmara Municipal do Funchal.

Entre o Passeio e a cerca do antigo Convento de São Francisco (atual Jardim Municipal), localizava-se o Jardim Pequeno, anteriormente designado de Largo do Chafariz.
Entre a Calçada de São Lourenço e a margem esquerda da Ribeira de São João (Rua Serpa Pinto), ficava a Rua de Hermenegildo Capelo, que foi também conhecida por Rua dos Frades ou do Mercado de São João.
Em 1914, principiaram os trabalhos de construção desta avenida, inicialmente denominada de Rua Dr. Manuel de Arriaga e, a partir de março de 1932, de forma abreviada, Avenida Arriaga.
O primeiro troço desta avenida, entre a Catedral e o Jardim Pequeno, ficou concluído em maio de 1916, enquanto o prolongamento até à Ribeira de São João, aprovado pela Junta Geral do Distrito em 1930, foi terminado nos anos quarenta.
Manuel de Arriaga (1840-1917) foi o primeiro presidente da República Portuguesa e primeiro deputado republicano pelo círculo do Funchal, eleito em 1882 e cujo mandato terminou em 1884. Foi novamente eleito deputado pela Madeira em 1911.
Testemunha das transformações urbanas desta zona da cidade do Funchal, a escritora Luzia (1875-1945) deixou-nos a seguinte observação nostálgica:

Não esqueceste, decerto, aquele velho passeio da Constituição, onde se festejavam com música e iluminações de vidrinhos de cores, todas as nossas datas gloriosas e à sombra de cujas lindas, frondosas árvores, era moda sentarem-se as elegantes do bom velho tempo… Pois o fino gosto dos nossos governantes não pôde suportar velharia tão inútil, incómoda, atravancadora e, ainda por cima, atentatória do regime… Árvores que ouviram o hino da Carta, onde, porventura tremularam bandeiras azuis e brancas, são árvores suspeitas, criminosas. E as grandes figueiras da Índia e as nobres magnólias tiveram o destino de tudo o que, no nosso país, é grande e nobre… Caíram assassinadas. Defronte da velha Sé escancara-se agora uma larga avenida, género modernismo, género grande cidade! – Estás a ver como diz bem com o resto… A pobre igreja tem o ar arrepiado, envergonhado de alguém que os malfeitores deixaram nu em plena rua…
Luzia, Cartas do Campo e da Cidade. Lisboa: Portugália, 1923

## Galeria de imagens

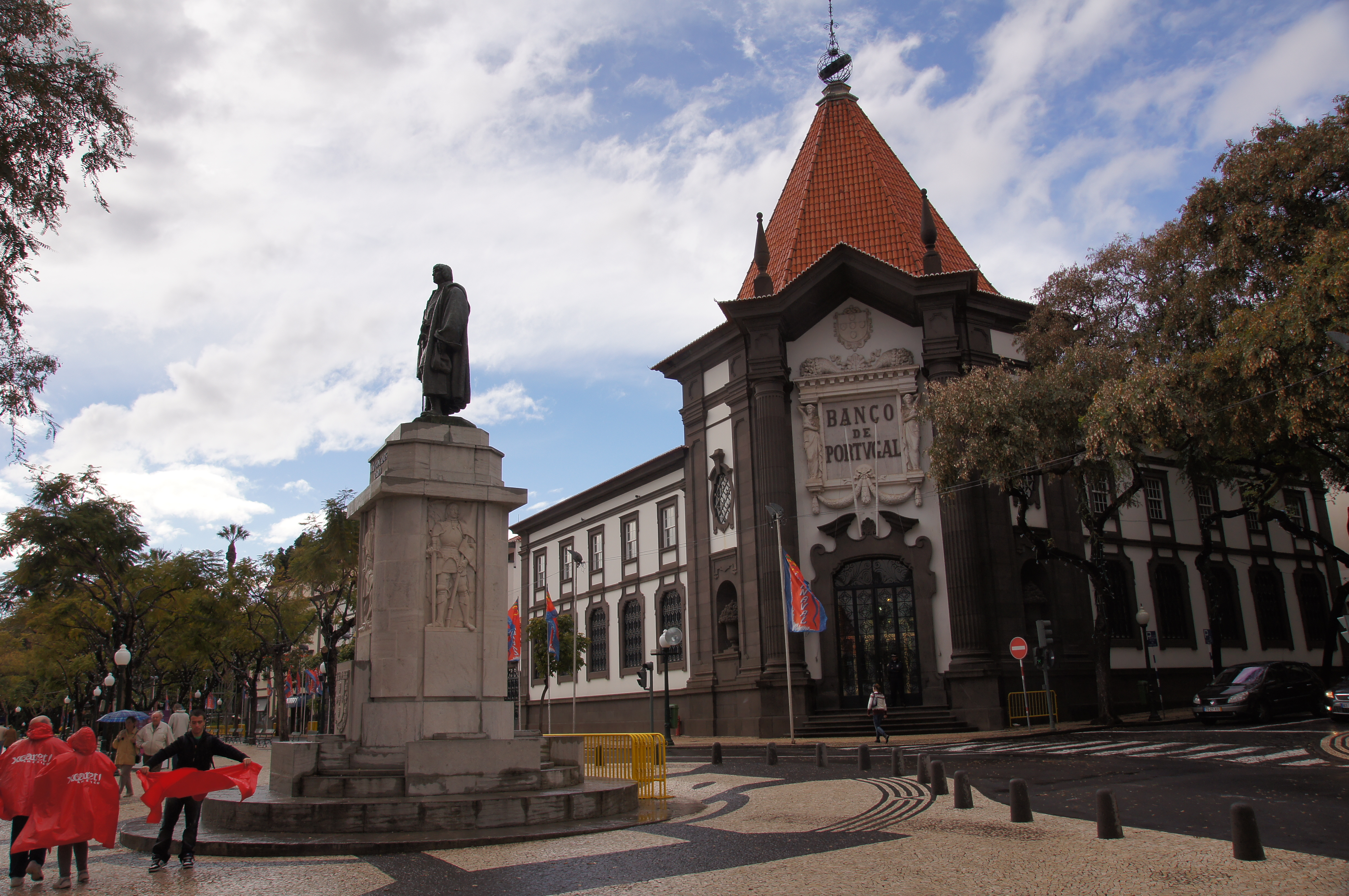
Estátua de João Gonçalves Zarco e Banco de Portugal na Avenida Arriaga.
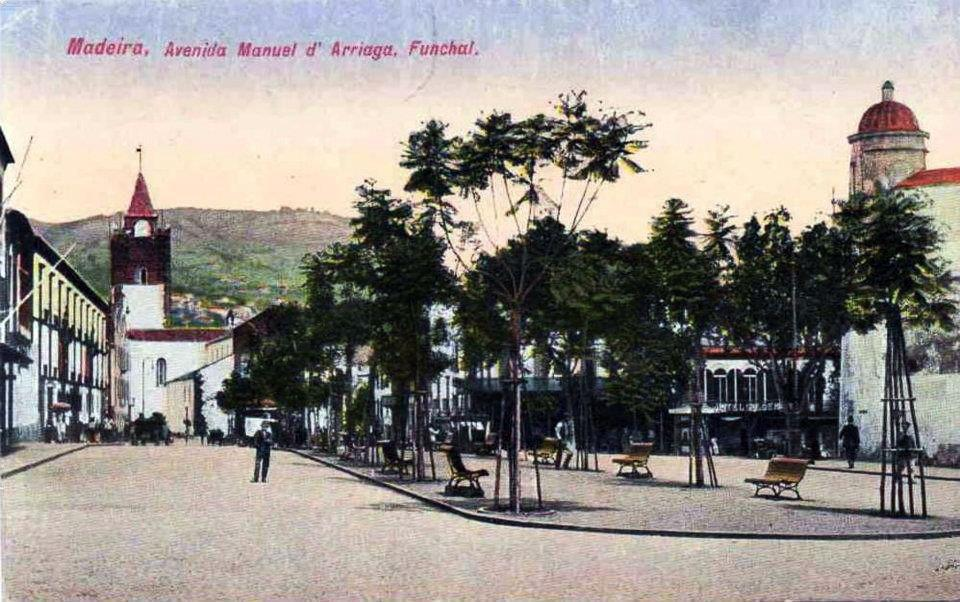
Bilhete-postal animado da Av. Arriaga de 1916 (c.).
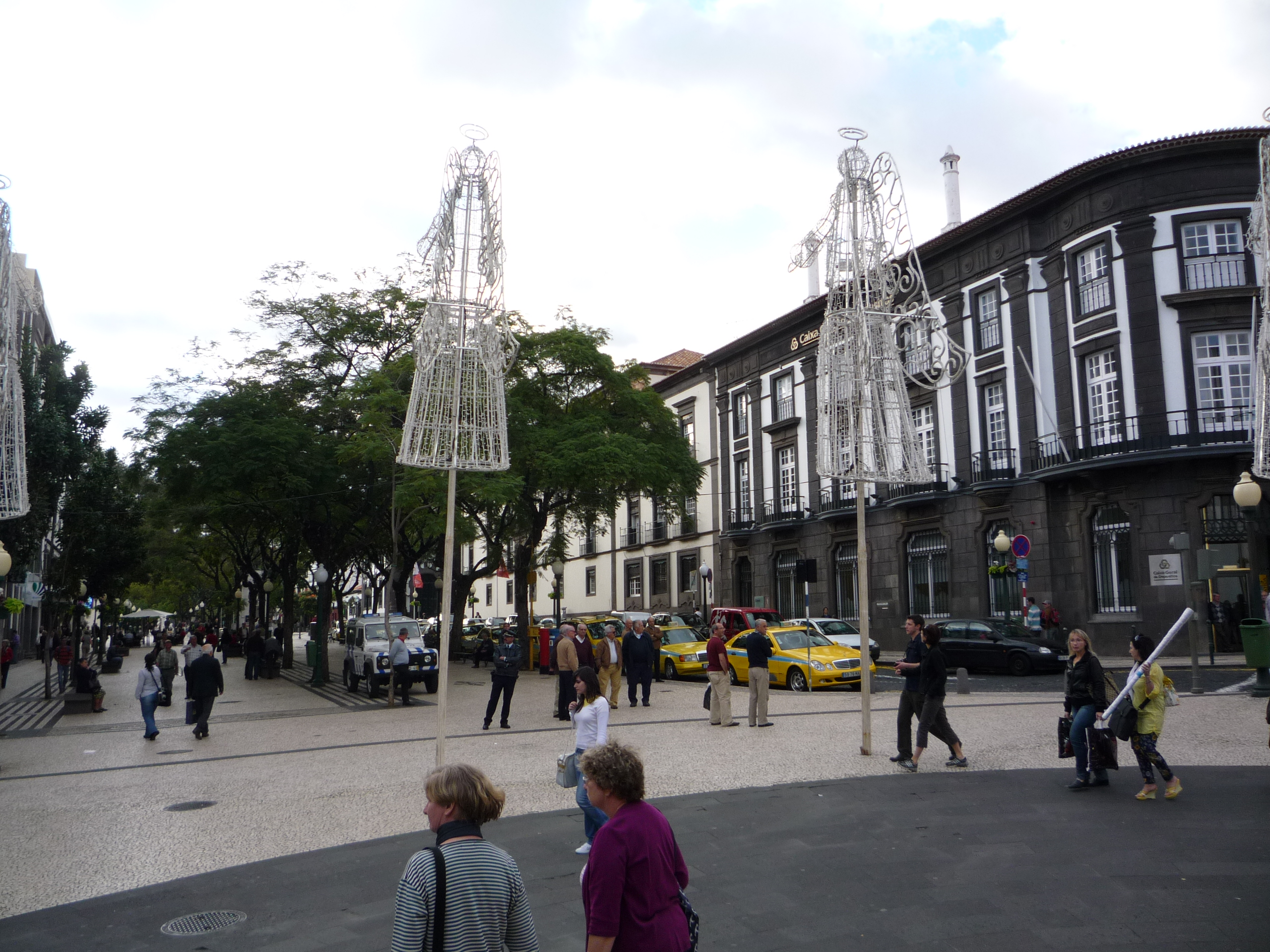
Avenida Arriaga do Largo Dom Manuel I.
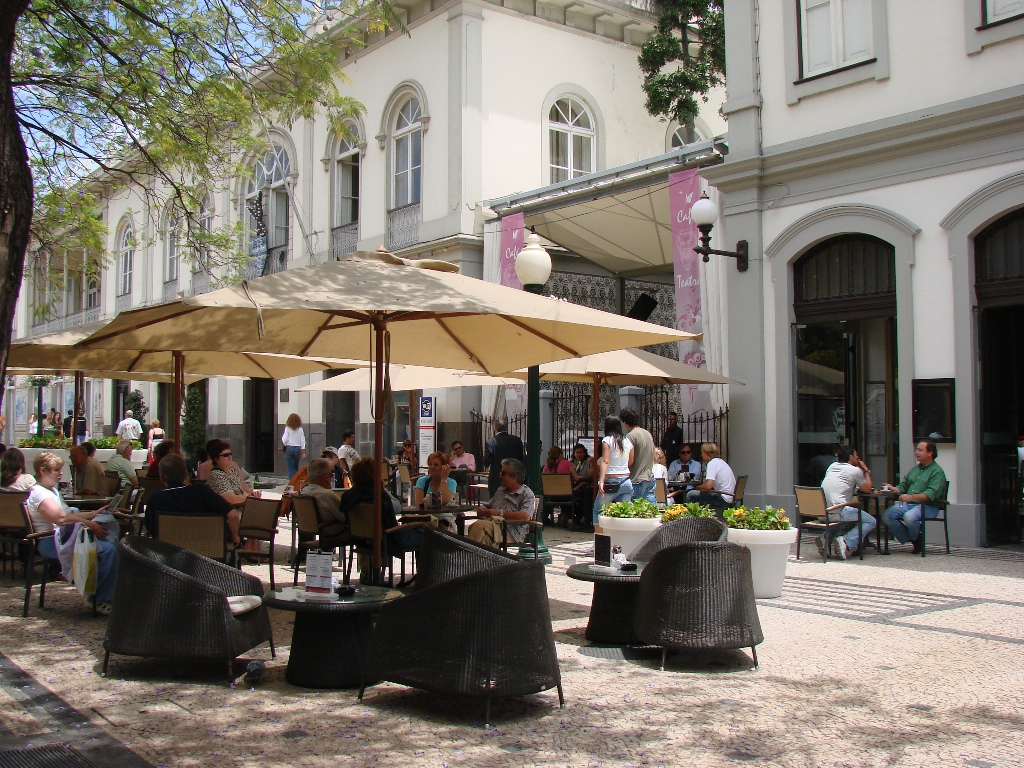
Café do Teatro, na Avenida Arriaga.
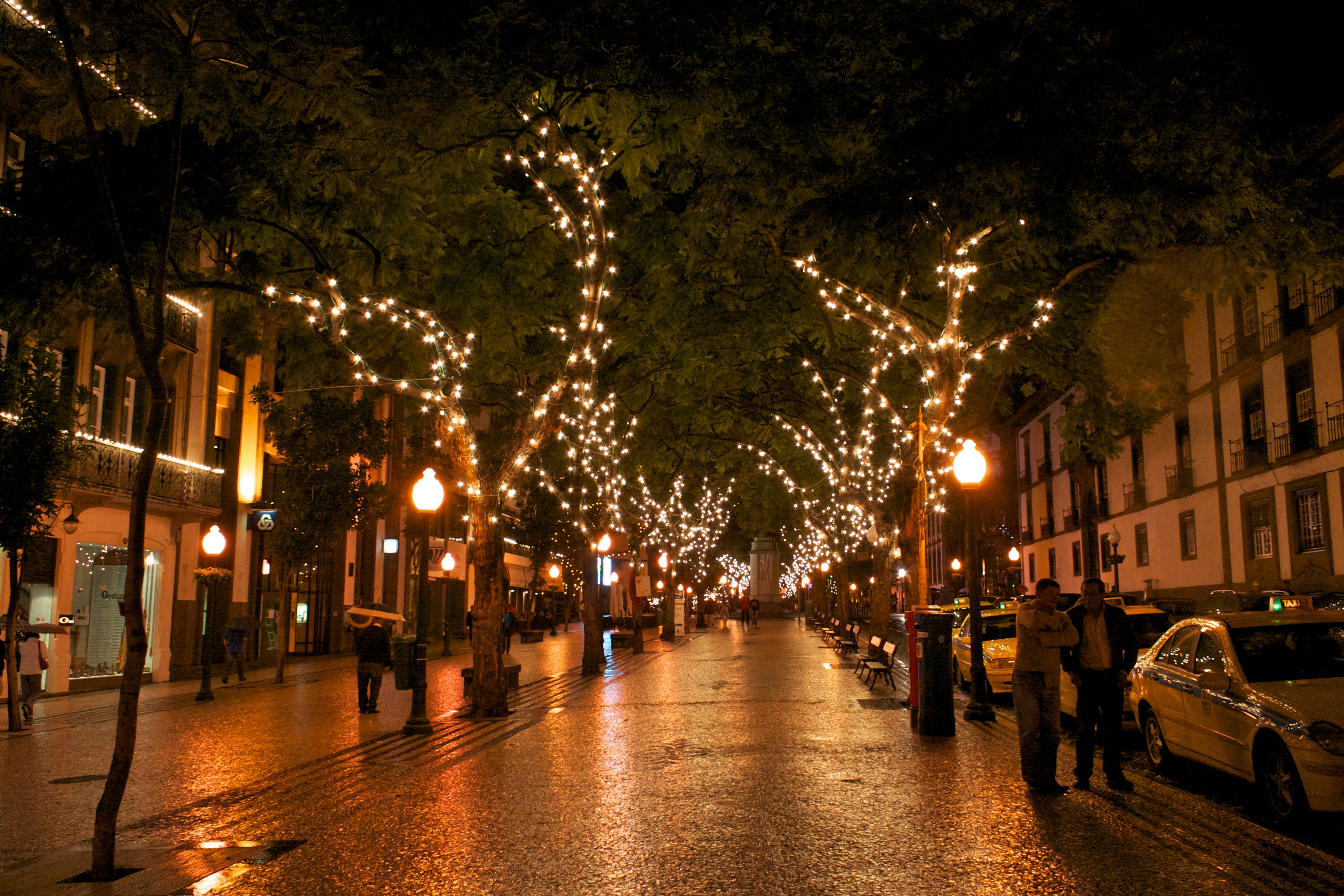
Decorações de Natal na Avenida Arriaga.
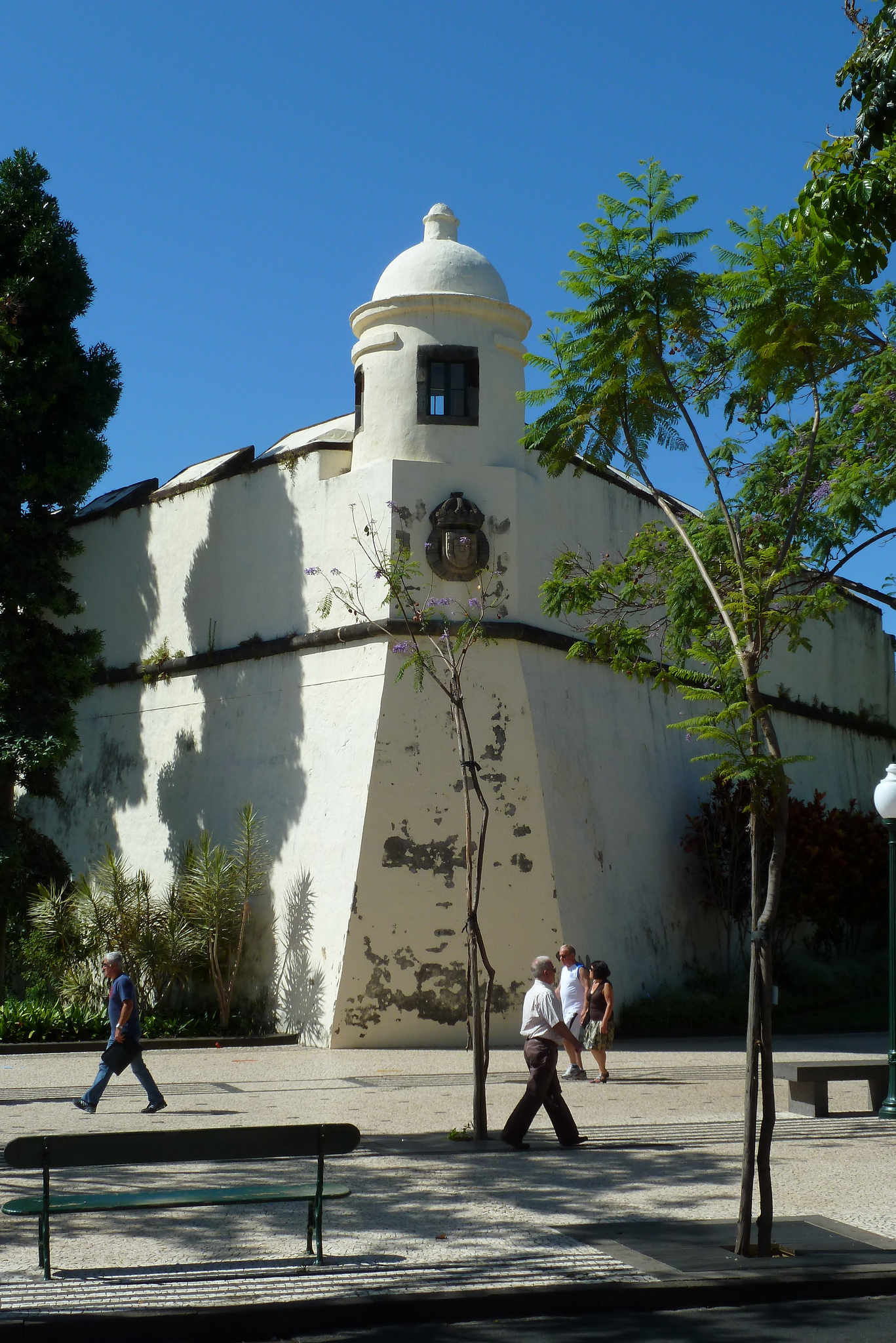
Baluarte do Castanheiro do Palácio de São Lourenço, na Av. Arriaga.
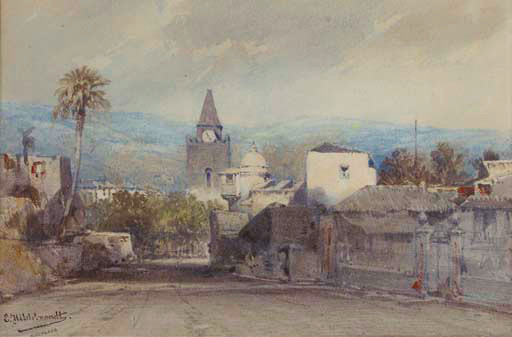
Trilho onde hoje figura a Avenida Arriaga, c. 1849.
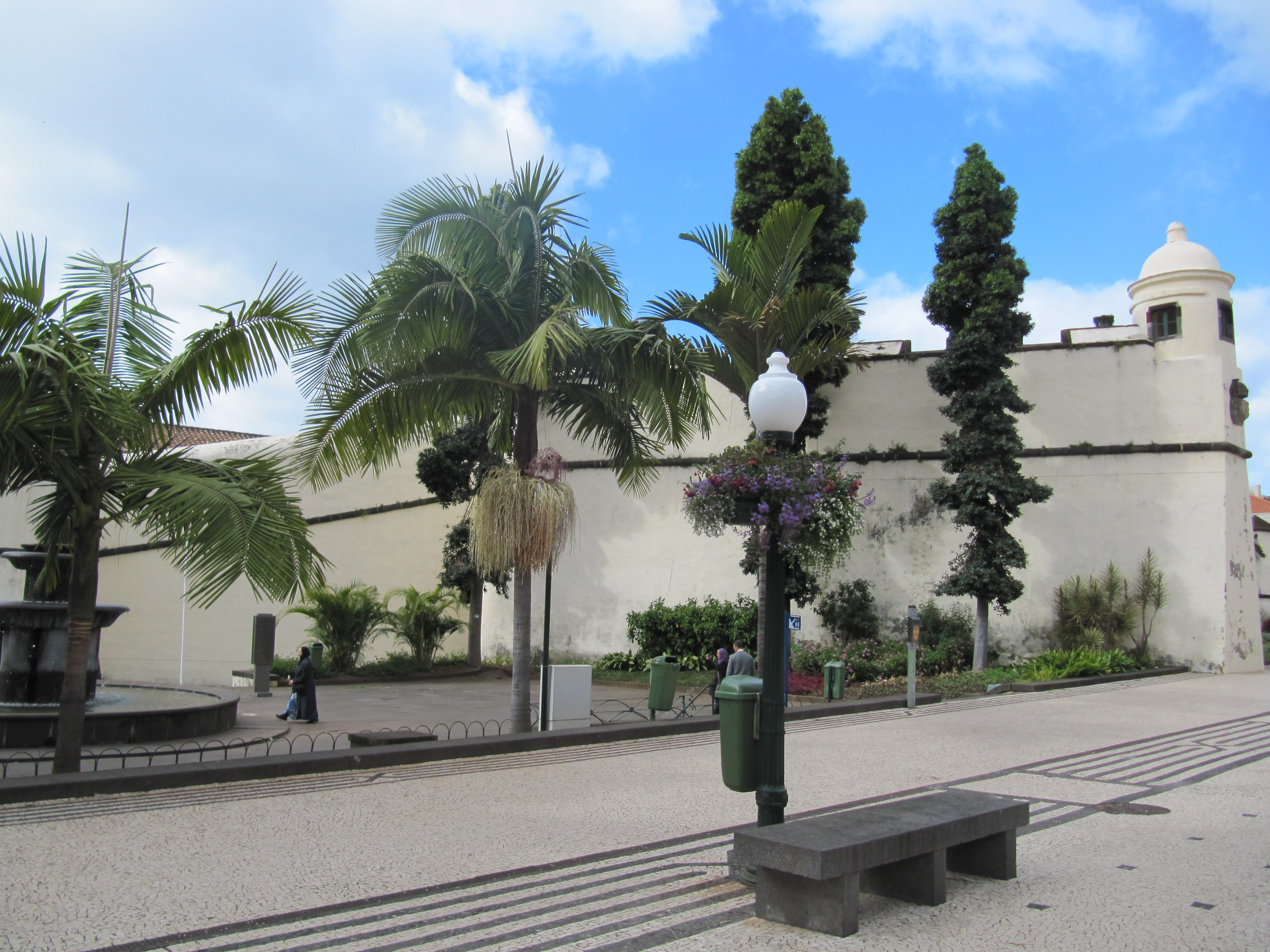
Palácio de São Lourenço e Largo da Restauração.
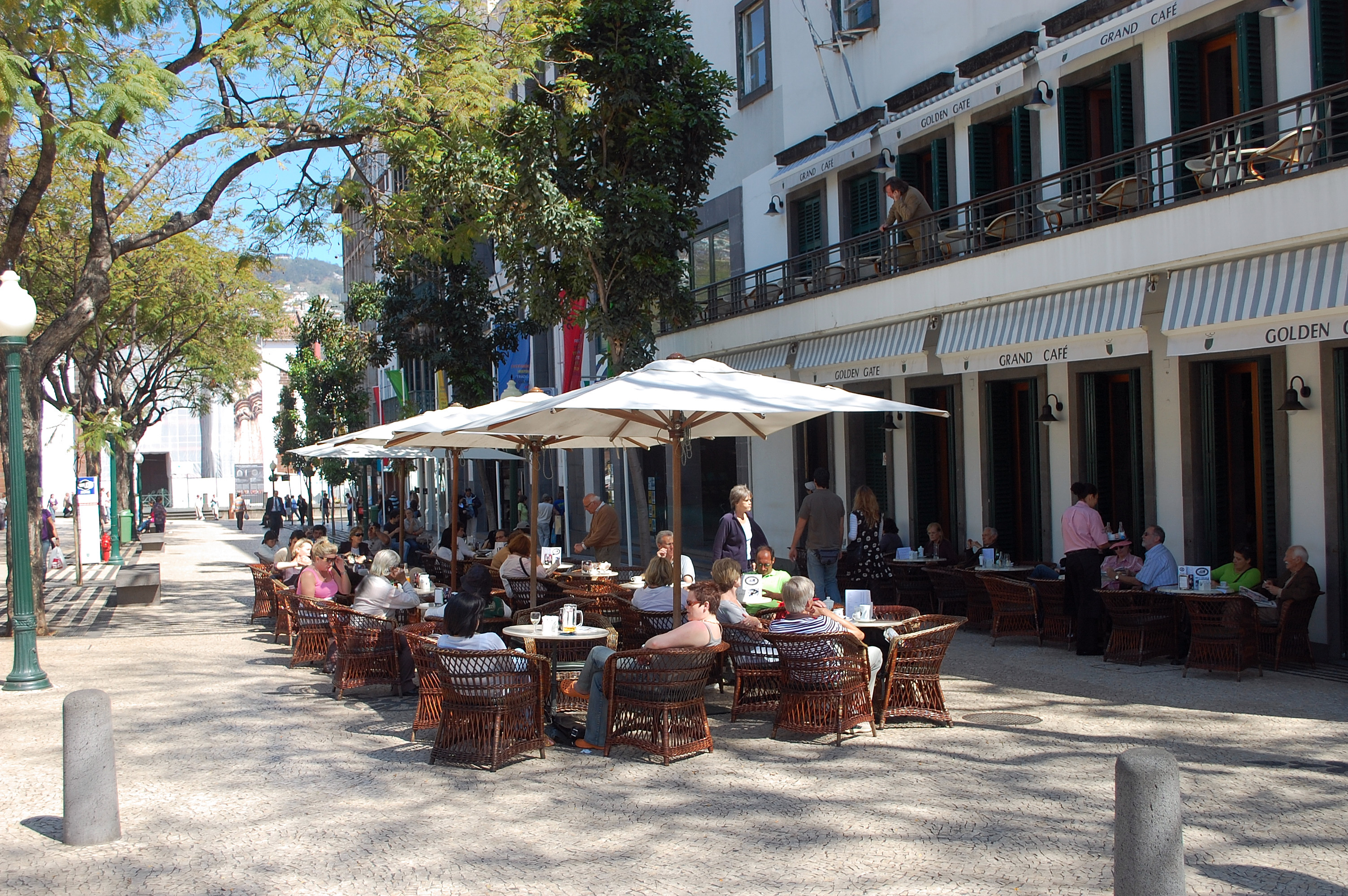
Café Golden Gate, na Avenida Arriaga.
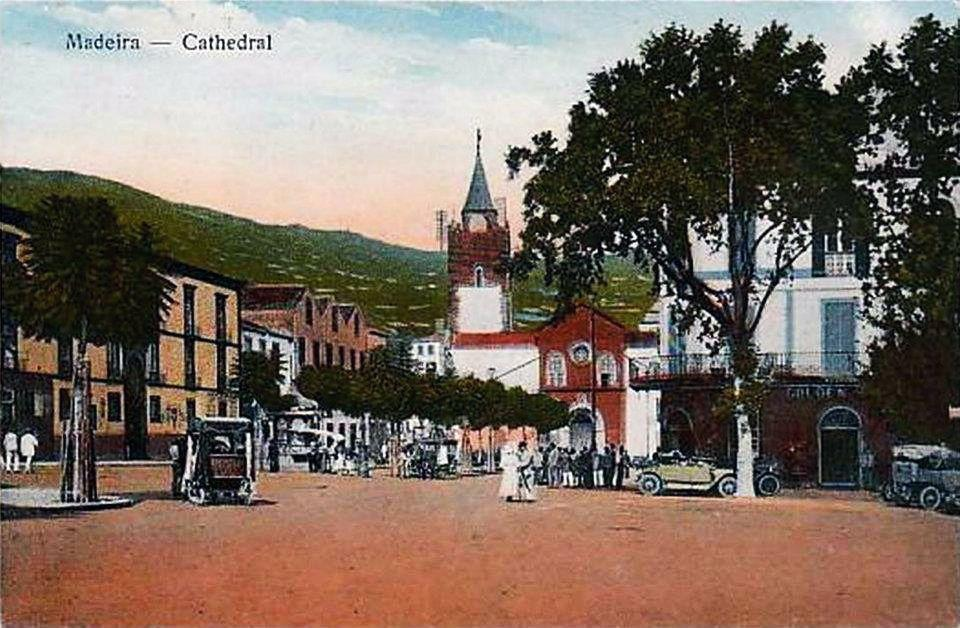
Avenida Arriaga com o Golden Gate e a Sé. Bilhete-postal animado, 1920 (c.).
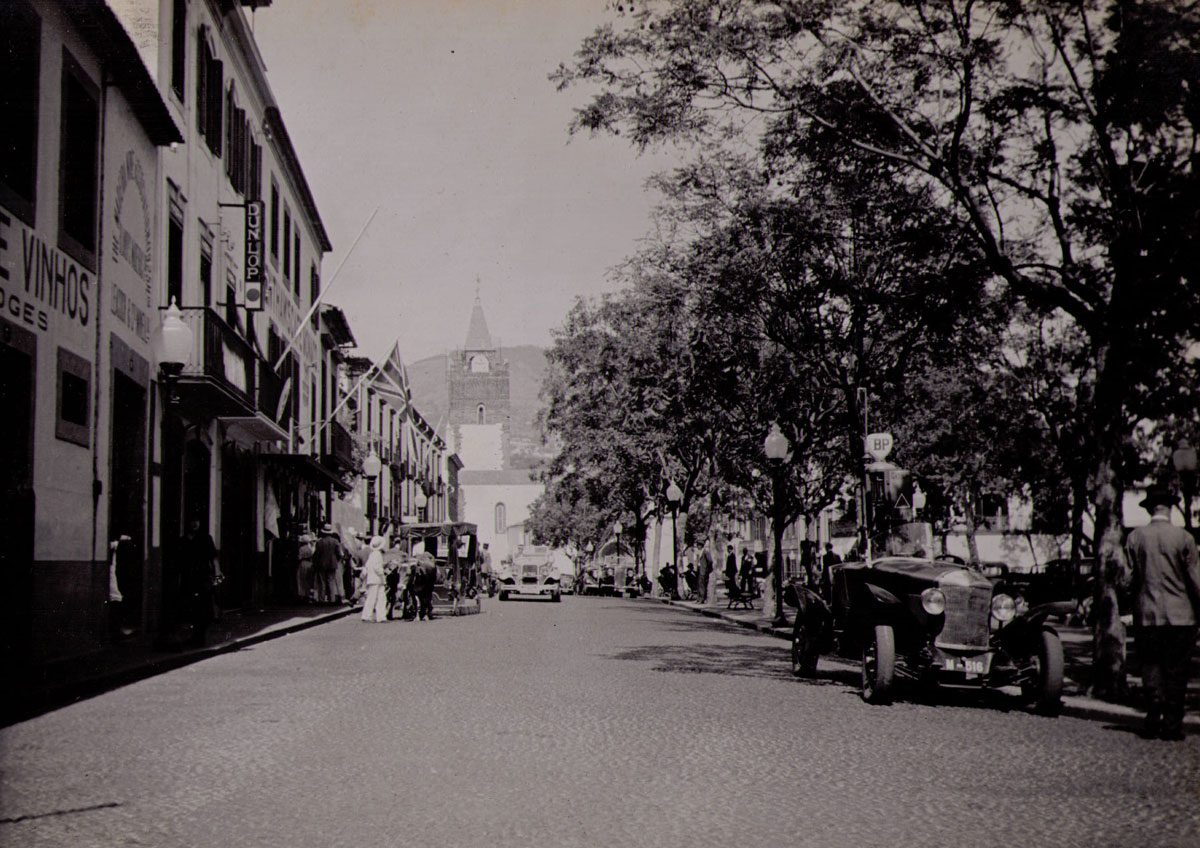
Avenida Arriaga, com Madeira Wine Association e consulado britânico, 1934.
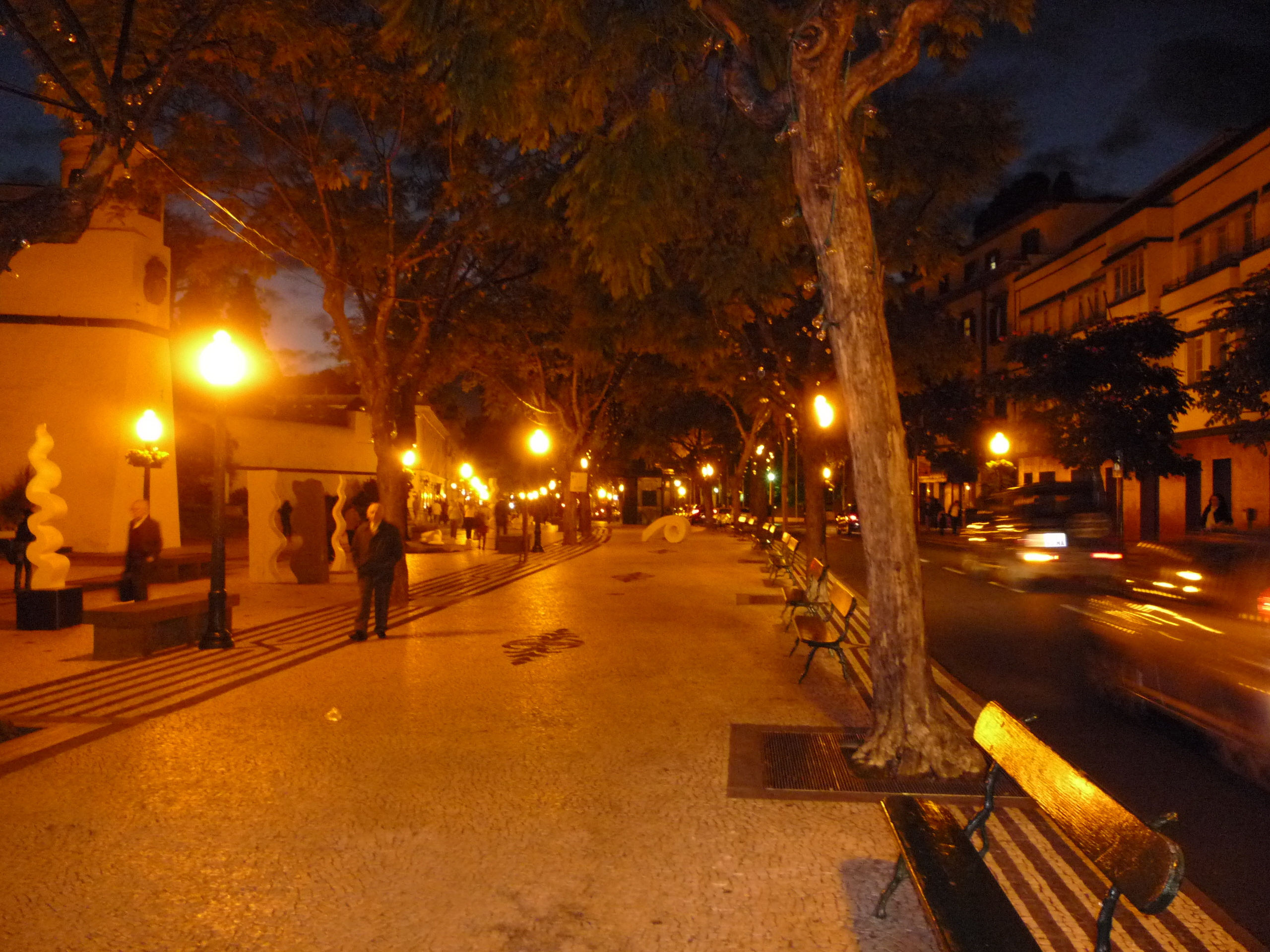
Avenida Arriaga à noite.
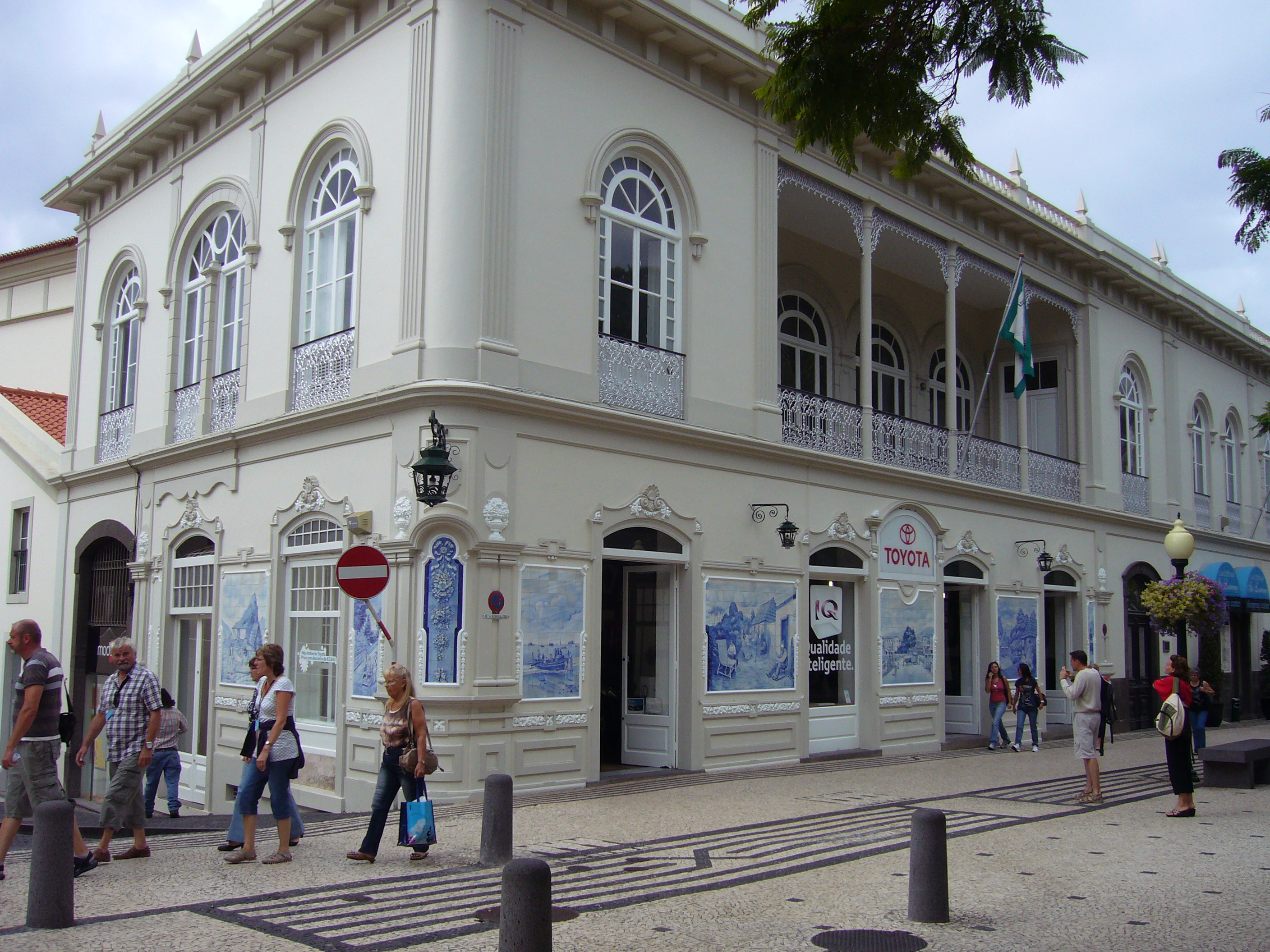
Edifício Blandy na Av. Arriaga.
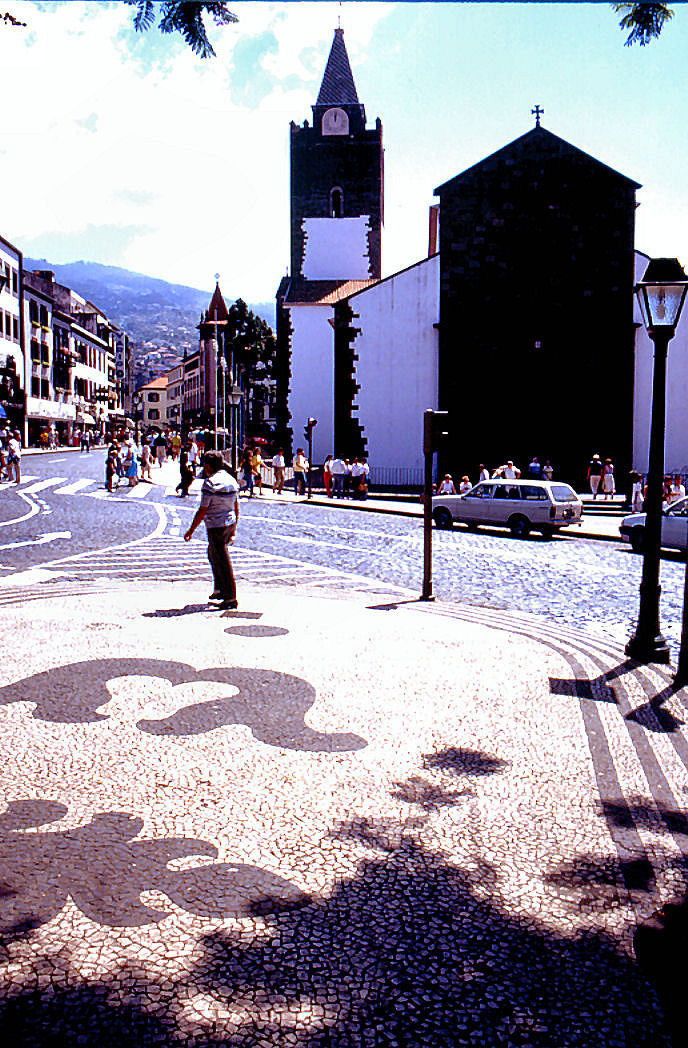
Início da Avenida Arriaga no Largo da Sé, 1990.
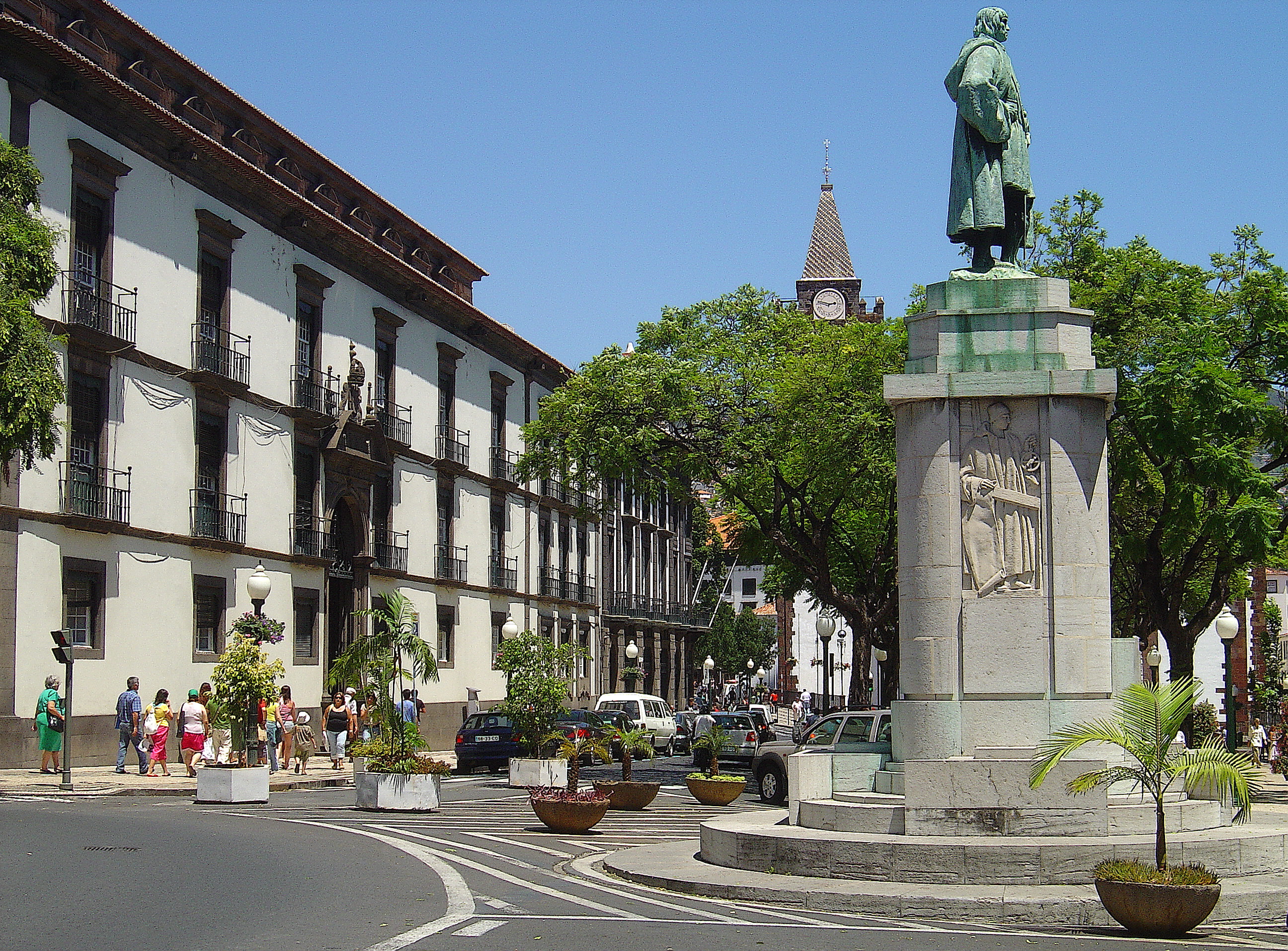
Estátua de João Gonçalves Zarco e Edifício do Governo Regional.
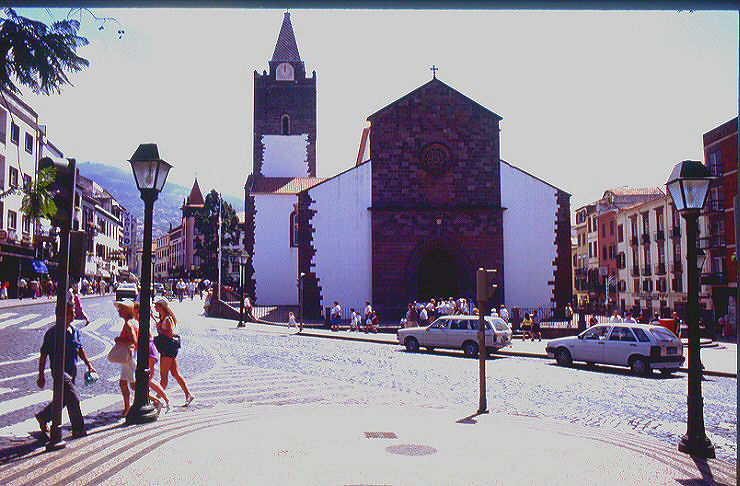
Largo da Sé, 1990.
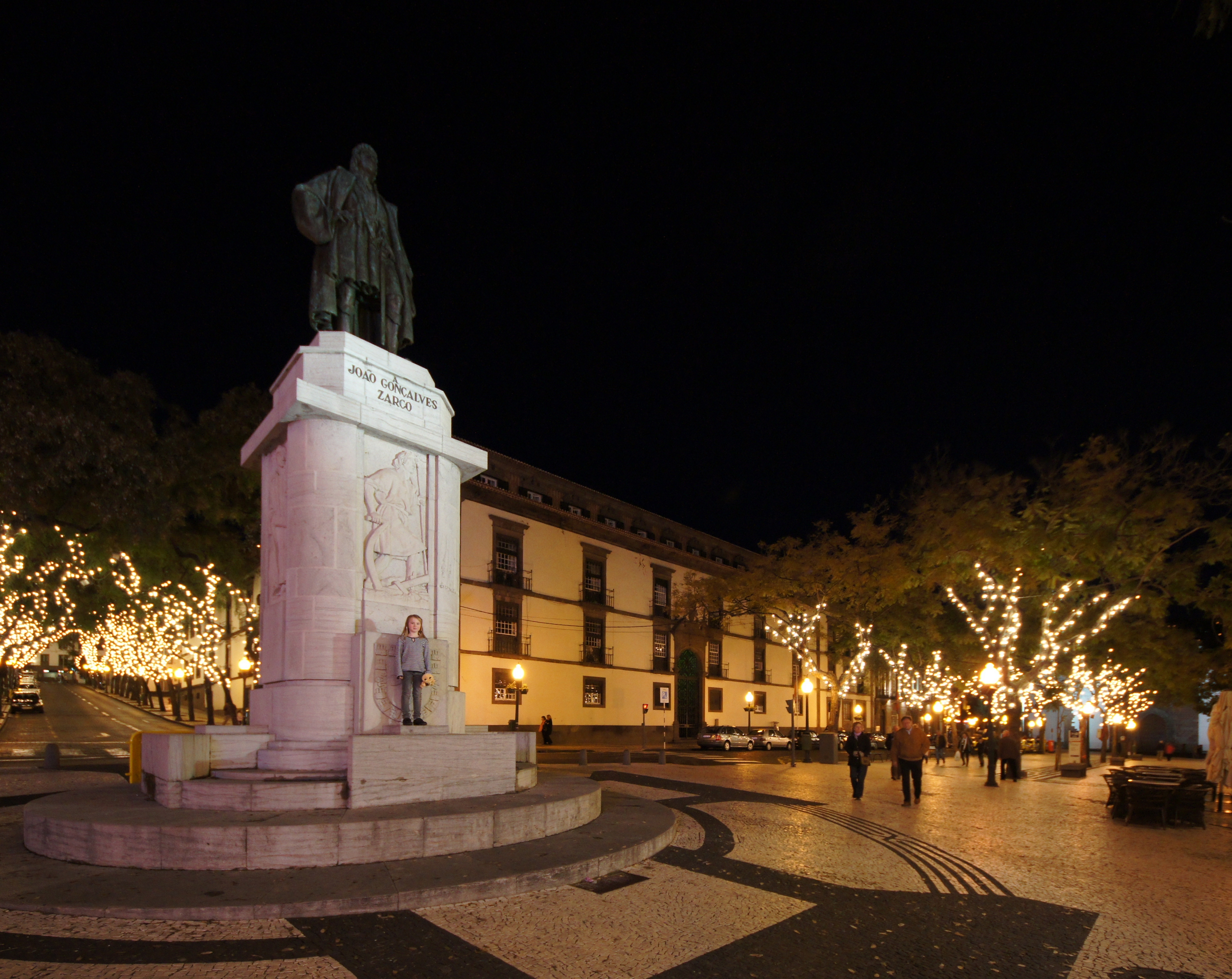
Estátua de Zarco e Edifício do Governo Regional nas Avenidas Arriaga e Zarco e as iluminações de Natal.
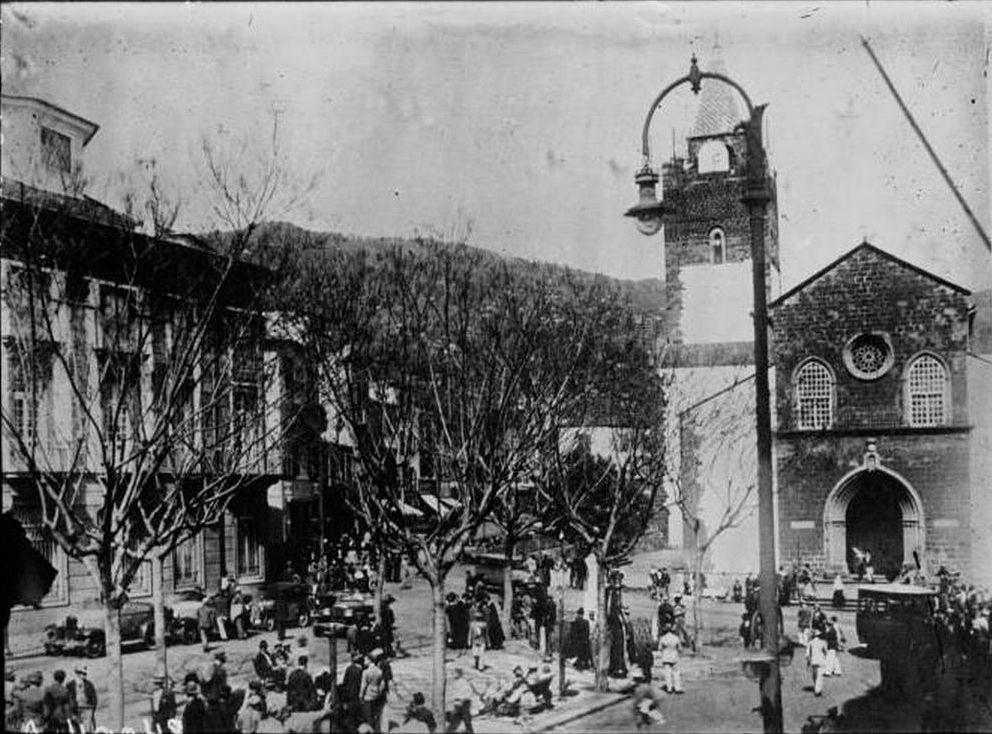
Sé Catedral, c. 1935.
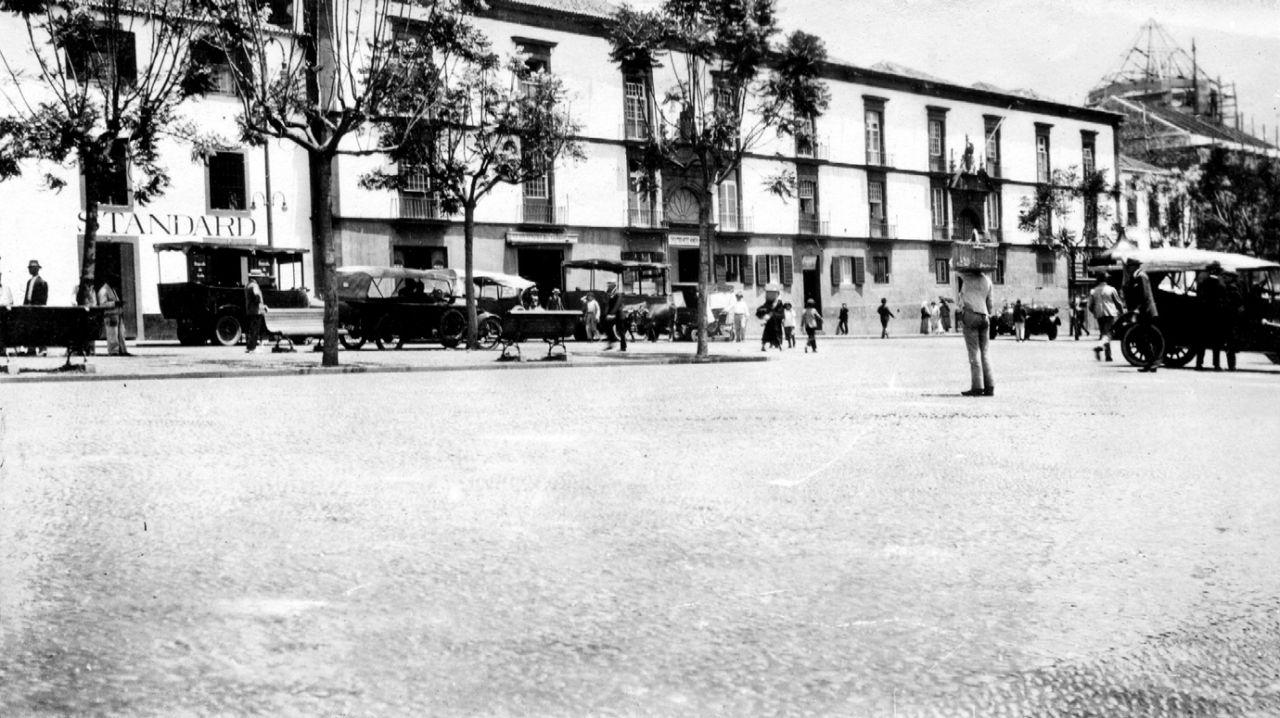
Misericórdia do Funchal e construção do Banco Nacional Ultramarino, 1925.
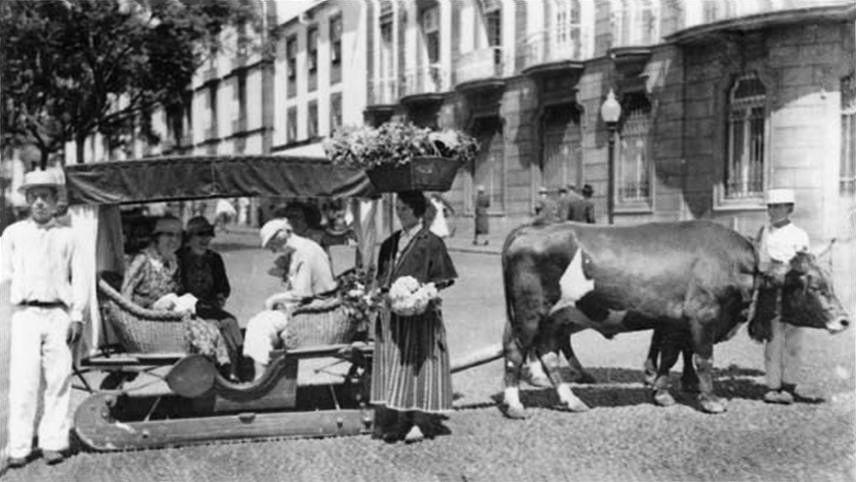
Carro de bois em frente à Sé e ao Banco Nacional Ultramarino, c. 1935.
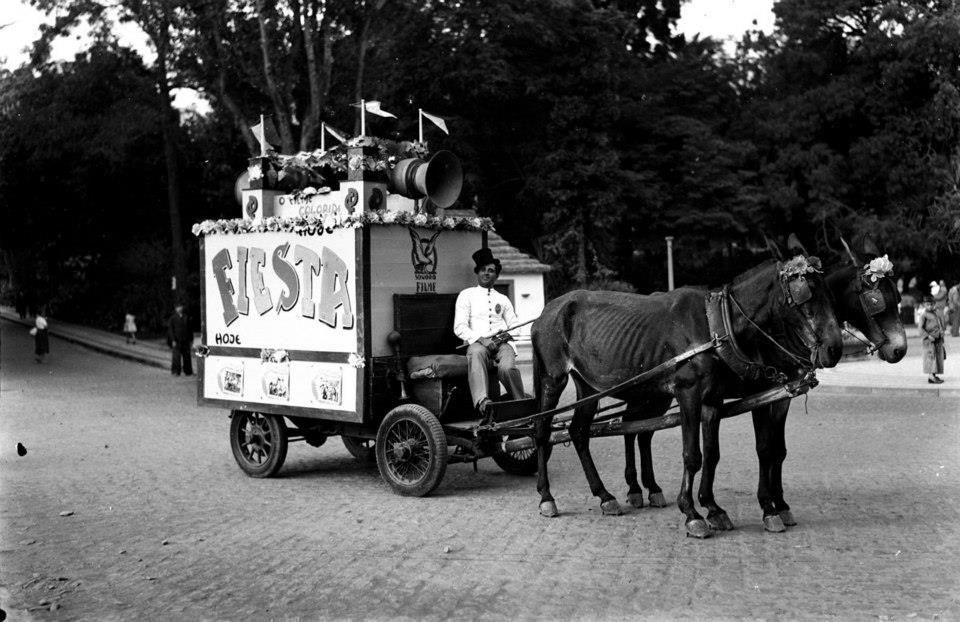
Publicidade da estreia de filmes do Cine Parque na Av. Arriaga, frente ao Jardim Municipal, 1941.
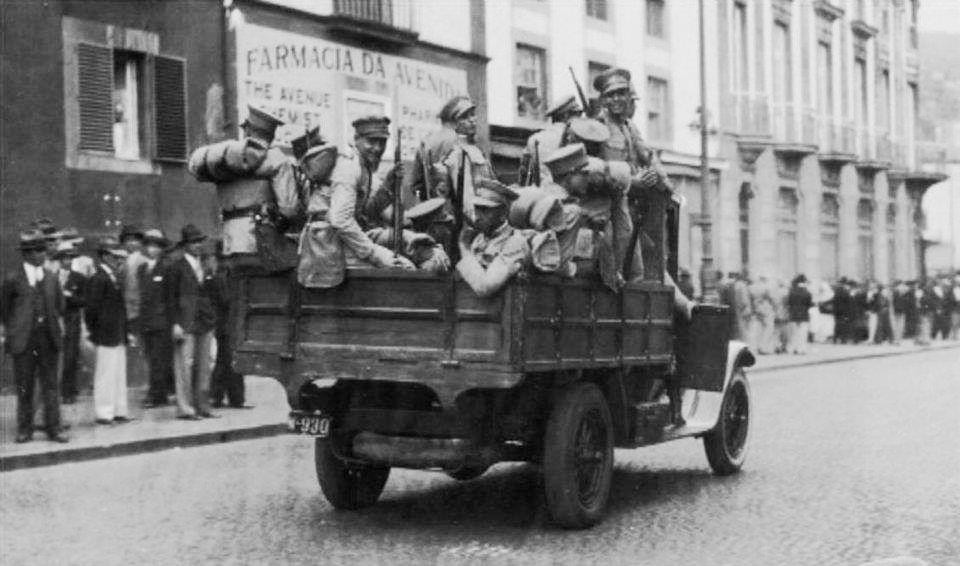
Movimento de tropas durante a Revolta da Madeira, abril 1931, Av. Arriaga.